# ترینگا اسمایلی
ترینگا اسمایلی مارتینی وِزای (۱۸۸۰ – ۲ نوامبر ۱۹۱۷)، شهره به ترینگا اسمایلی، و همچنین یانیتزا در خارج از آلبانی، یک مبارز چریک آلبانیایی بود که علیه امپراتوری عثمانی در منطقه استان مالِسی-اِ-ماده جنگید. او دختر اسمایل مارتینی، یکی از رهبران قبیله کاتولیک از قبیله گروده مالسی بود.

## خانواده
او در سال ۱۸۸۰ به دنیا آمد. پدرش اسمایل مارتینی از رهبران قبیله آلبانیایی قبیله گرودا (واقع در جنوب شرقی مونته‌نگرو) بود. امضای او در طومارهای اعتراضی قبایل آلبانیایی شمالی که به سفیران و مشاوران اروپایی معتبر در امپراتوری عثمانی ارسال شده بود، شامل امضای ۹ مه ۱۸۷۸ برای سفیر فرانسه در استانبول یا ۱۵ ژوئن ۱۸۷۸ وجود دارد. طومارها ابراز ناراحتی و نارضایتی قبایل آلبانیایی با تصمیمات پیمان سن استفانو و کنگره برلین را نشان می‌داد که بخش اعظم استان اسکوتاریرا را به شاهزاده مونته‌نگرو واگذار کرده بود. او در جریان اتحادیه دفاع از حقوق ملت آلبانی بسیار فعال شد و به شورشیان پیوست. او بعداً در سال ۱۸۸۶ دستگیر و در آناتولی زندانی شد و از آنجا هرگز بازنگشت. علاوه بر این، دو پسر اسمایل، جیون و زف، برادران ترینگا، نیز به اتحادیه دفاع از حقوق ملت آلبانی پیوستند و در سال ۱۸۸۳ در نبرد کشته شدند.

## زندگی‌نامه
در زمان مرگ برادرانش، ترینگا سوگند یاد کرد که در خانه و خانواده خود خواهد ماند و هرگز ازدواج نخواهد کرد و خانه را ترک نخواهد کرد. او همچنان به عنوان یک زن زندگی می‌کرد، و همچنان لباس‌های سنتی زنان آلبانیایی را می‌پوشید، همان‌طور که در تمام تصاویر او دیده می‌شود.
ترینگا به شورشیان پیوست و نقش خود را در نبرد دسیچ برجسته کرد. او در امضای یادداشت یونان (اعلامیه‌ای بود با دوازده درخواست برای ایجاد یک استان خودمختار آلبانیایی در داخل امپراتوری عثمانی) در ۲۳ ژوئن ۱۹۱۱ شرکت کرد. فعالیت شورشی او پس از اعلامیه استقلال آلبانی (۲۸ نوامبر ۱۹۱۲) ادامه یافت.
او هرگز ازدواج نکرد و هرگز صاحب فرزند نشد، همان‌طور که قبلاً تعهد کرده بود. او در ۲ نوامبر ۱۹۱۷ درگذشت و در محل دفن خانواده در کوه‌های نزذیک روستای کشوه، در مونته‌نگرو امروزی به خاک سپرده شد. دو سال بعد، ارتش مونته‌نگرو (بخشی از پادشاهی یوگسلاوی) قبر او را هنگام یورش به منطقه ویران کرد.

## میراث

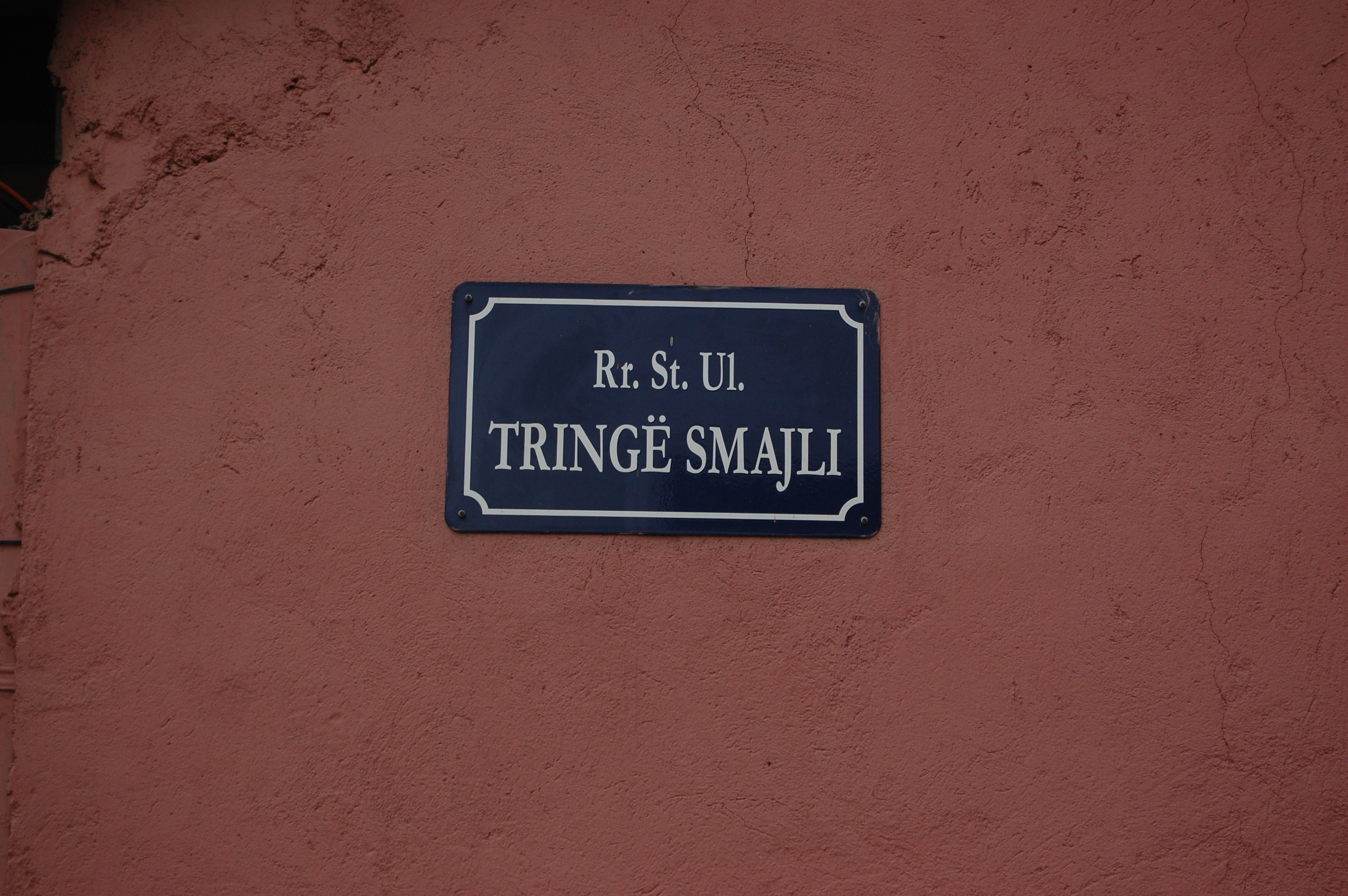
پلاک نام یک خیابان در پریشتینا، کوزوو که به اسم ترینگا ثبت شده‌است

قهرمانی او باعث شهرت او شد و در ترانه‌های حماسی مونته نگروها و آلبانیایی‌ها ثبت گردید. نسخه فولکلور قهرمانی او زنجیره کمی متفاوت از وقایع را بیان می‌کند: اسمایل مارتینی، رهبر قبیله در سال ۱۹۱۱ توسط عثمانی‌ها در ورانیه ربوده شد و جسد او هرگز پیدا نشد و ترینگا را مجبور کرد که جای پدرش را پر کند. از آنجایی که قیام مالیسوری در سال ۱۹۱۱ توسط نیکولاس اول پادشاه مونته‌نگرو حمایت شد، این آهنگ حماسی داستان واقعی مرگ پدرش را حذف کرد، و هر گونه خاطره ای از دوره اتحادیه دفاع از حقوق ملت آلبانی را پنهان کرد، که باعث ایجاد اختلافات ارضی بین آلبانیایی‌ها و پادشاهی مونته‌نگرو می‌شد. از قضا، درگیری بین آلبانیایی‌ها و مونته‌نگرو اندکی پس از آن تکرار شد. در سال ۱۹۱۱، نیویورک تایمز بر اساس نسخه مونته نگرویی داستان که در جایی در پودگوریتسا توسط خبرنگار تایمز شنیده شد، ترینگا اسمایلی را «ژاندارک آلبانیایی» توصیف کرد. ترینگا را علاوه بر قهرمانی، «زن جوانی زیبا» توصیف می‌کند. افسانه او در سراسر بالکان به عنوان یکی از قهرمان‌ترین زنان جنگجو در تاریخ منطقه زنده است.
چندین خیابان در کوزوو و آلبانی به نام او نامگذاری شده‌است و او به عنوان قهرمان مردم آلبانی شناخته می‌شود.